# Young America (imbarcazione)

## PACT '95
Il Sindacato PACT '95 venne costituito nel 1992 e prese parte alla 1995 Citizen Cup vinta poi da Dennis Conner su Stars and Stripes. Young America vinse solo 3 match e ne perse 5. Conner però ebbe la sensazione che Stars and Stripes fosse più lenta rispetto a Young America. Così riuscì a convincere il sindacato  PACT '95 a cedere al suo equipaggio l'imbarcazione Young America convinto di trovare il giusto mix imbarcazione-equipaggio per difendere la coppa nell'America's Cup 1995. Tutto inutile perché Team New Zealand con NZL 32 Black Magic timonata da Russell Coutts sconfisse gli americani con un pesante 5-0. Lo scafo di USA 36 è stato creato da Roy Lichtenstein: la più grande opera realizzata dall'artista e probabilmente anche l'ultima visto che morirà nel 1997. Nel 2002 è stata acquistata dallo Storm King Art Center di Mountainville di New York ed è divenuta un pezzo da museo.

## PACT 20000
Lo stesso sindacato si presentò all'America's Cup 2000 in qualità di Challenger dove però ottenne risultati deludenti fermandosi nelle fasi eliminatorie della Louis Vuitton Cup